# Yesterday, When I Was Mad
Yesterday, when I was mad är en singel med Pet Shop Boys från albumet Disco 2, som släpptes 1994. Låten fanns även med på en bonus-CD som släpptes i USA.